# سيناروبيكرين
سيناروبيكرين هو سيسكويتربين لاكتون من نوع الغوايانوليد يوجد بشكل رئيسي في أوراق نبات الخرشوف، وهو أحد المركبات التي تضفي على مذاق نبات الخرشوف الشوكي مرارته المميزة. يوجد السيناروبيكرين في أوراق الخرشوف بكثرة حيث يشكّل السيناروبيكرين حوالي 0.7٪ من مستخلصات أوراق الخرشوف. (حوالي 87 جم/كجم)، ولكن يصعب العثور عليه في أجزاء أخرى من النبات. يُظهر السيناروبيكرين مجموعة كبيرة ومتنوعة من الأنشطة الحيوية، كما يُظهر خصائص مضادة للالتهاب، ومضادة التغذية، ويعمل على تنشيط المستقبلات الحسية للمرارة، لم تستخدم مادة السيناروبيكرين حتى الآن في التطبيقات الطبيّة، فعلى الرغم من خصائصها المفيدة من الناحية الدوائية، إلّا أنها يمكن أن تكون سامّة إذا ما تمّ تناولها بجرعات عالية. حظي مركب السيناروبيكرين في السنوات الأخيرة باهتمام علميّ خاص كدواء محتمل مضاد للسرطان.

## لمحة تاريخيّة
تعود معرفة الفوائد الصحية للخرشوف إلى القرن الرابع قبل الميلاد، إلا أن استخداماته لم تُكتشف حتى القرن السادس عشر. بدأ البحث في تكوين نبات الخرشوف في النصف الأول من القرن العشرين. وفي أوائل خمسينيات القرن العشرين، تمكّن العلماء لأوّل مرة من عُزل مركب السينارين من أوراق نبات الخرشوف، وجاء اكتشاف مركب السيناروبيكرين بعد ذلك ببضع سنوات. استخلصت مادّة السيناروبيكرين لأوّل مرة من أوراق نبات الخرشوف في عام 1959 على يد مجموعة من الباحثين من أكاديمية العلوم التشيكوسلوفاكية في براغ، ووجد أنّه المركب الرئيسي الذي يسبب النكهة المرة للخرشوف. واجه الباحثون صعوبات في الحصول على السيناروبيكرين في صورة متبلورة، واكتشفوا بعد ذلك أن هذا يرجع إلى قدرته على التبلمر بسهولة.

## البنية الجزيئيّة والتفاعل
يحتوي مركّب السيناروبيكرين على 5-7-5 هيكل ثلاثي الحلقات منصهر يحتوي على مجموعتي هيدروكسيل على كل جانب من الجزيء، مما يسمح له بتكوين بوليمر متجانس. تشترك حلقة بيتا بيوتيرولاكتون في معظم وظائفه البيولوجية، وتسمح مجموعة الكربونيل غير المشبعة الموجودة على حلقة اللاكتون بحدوث تفاعل مايكل المحب للنواة. السيناروبيكرين قابل للذوبان في الماء ولا ينتهك قواعد ليبينسكي الخمسة.

## التخليق الحيويّ
يتم تكوين السيناروبيكرين في أوراق نبات الخرشوف، ووجد أنه يتراكم في الشعيرات، بيد أنّ الآلية الكاملة للتخليق الحيوي للسيناروبيكرين لا تزال غير معروفة. ترى إحدى الفرضيات أن التخليق الحيوي يبدأ بثلاث وحدات أيزوبرين C5، والتي تقوم مستقبلات الميفالونات بعد ذلك بمعالجتها لتكوين فارنيسيل البيروفوسفات. يتم تحويل فارنيسيل البيروفوسفات بعد ذلك إلى كوستونوليدات في وجود الجيرماكرين أ، وحمض الجيرماكرين أ كوسط للتفاعل باستخدام تركيبتين وأكسيداز السيتوكروم P450. حتى الآن لا تزال التفاعلات التي تحدث لتكوين الغواينانوليد، ثم السيناروبيكرين غير معروفة.

## الخواص الطبيّة والاستخدامات المحتملة

### كمضاد لفيروس التهاب الكبد الوبائي سي
ثَبُت أنّ مُركّب السيناروبيكرين مثبط لالتهاب الكبد الفيروسي سي في المراحل الأولى من دورة حيات الفيروس، حيث وُجد أنّه يعمل على تثبيط ثمانية من الأنماط الجينية الثمانية عشر للفيروس المسبّب لمرض الالتهاب الكبدي الفبروسي سي، وهي الأنماط الجينيّة 1أ، و1ب، و2ب، و3أ، و4أ، و5أ، و6أ، و7أ، وذلك عند استخدام جرعات صغيرة فقط من السيناروبيكرين، مما يكشف مدى قدرته على مقاومة المرض.

### كمضاد لفرط شحميات الدم
تبيّن أن مستخلص أوراق الخرشوف الذي يحتوي على مادة السيناروبيكرين كأحد مركباته الوظيفية، يحدّ من ارتفاع مستوى الدهون الثلاثية في الدم. قد يزيد هذا من احتمالية استخدامه لمقاومة الأمراض المرتبطة بالسمنة، وحتّى بعض الأمراض المستعصية.

### كمضاد للأورام وتسمّم الخلايا
يتميّز السيناروبيكرين بتأثيره السامّ على الخلايا في مختلف أنواع الخلايا السرطانية البشرية، فقد ثبت أنه يمنع تكاثر الخلايا في بعض أنواع الخلايا السرطانية مثل خلايا AGS، وخلايا Hepa 1c1c7 من خلال قمع الجينات المضادة لموت الخلايا المبرمج، كما إنّه يحث على موت الخلايا المبرمج في خلايا سرطان الدم، ويؤثر على توسّع خلايا الدم البيضاء وانتقالها وانتشارها. يُعد داء ابيضاض الدم أحد الأمثلة على الامراض التي يمكن استخدام مُركب السيناروبيكرين فيها كدواء للعلاج.

### كمضاد التهاب
يمتلك مُركب السيناروبيكرين خواصّاً مضادة للالتهابات حيث يساعد على تكاثر الخلايا الليمفاوية، وتثبيط إنتاج المواد التي تساعد على الالتهاب، مثل تثبيط مركّب السيتوكين المستحثّ.

### كمضاد للشيخوخة ومضاد للأكسدة
يمكن استخدام مُركب السيناروبيكرين كعامل مضاد للشيخوخة، حيث يمنع الشيخوخة الضوئية التي تسببها الأشعة فوق البنفسجية. أثبتت دراسة أُجريت باستخدام مستخلص أوراق الخرشوف إلى أنّه يسبّب انخفاضاً ملحوظاً في تجاعيد ومسامية الجلد، فضلاً عن زيادة تصبغ الوجه، ويرجع هذا إلى أن مُركب السيناروبيكرين يساعد على انخفاض مستوى بروتين البروتيوغليكان الجلدي، وهو مركب مهم للاحتفاظ بالماء.

### كمضاد للبكتيريا
يُعتبر إنزيم ميور أ ذو أهمية حيويّة في الخلايا البكتيرية، حيث أنه مسؤول عن التخليق الحيوي السيتوبلازمي لجزيئات سلائف الببتيدوغليكان. يثبط مُركب السيناروبيكرين هذا الإنزيم، لذا فإنّه يتميّز بنشاط قوي كمضاد للبكتيريا.

### كمضاد للطفيليات
ثبت أن مُركب السيناروبيكرين يتميّز بنشاط مضاد للطفيليات المتمثّلة في العديد من الكائنات الحية، مثل المثقبيات، في المختبر وفي الجسم الحي. ويُعتبر مُركب السيناروبيكرين هو أول مُركب طبيعيّ المنشأ له القدرة على مقاومة للمِثْقَبِيَّةُ البروسيَّة في الجسم الحي.

### كمضاد للتغذية
يمتك مُركب السيناروبيكرين بخصائصاً واعدة كمضاد للتغذية، حيث ثبت أنّ له نشاطًا رادعًا لأنواع متعددة من حشرات حرشفيات الأجنحة مثل العثيات النمرية، وعثة زحل. كما أنه يعمل بشكل جيد نسبيًا ضد يرقات خنافس الطحين، ويرقات خنافس التروجودرما، ويرقات سوسة القمح. يعمل مُركب السيناروبيكرين بصورة أفضل عند استخدامه مع لاكتونات السيسكيتيربين الأخرى بدلاً من استخدامه في صورته النقية.

## آلية العمل
يتمتّع مُركب السيناروبيكرين بخصائص مختلفة كمضاض للبكتيريا ومضاد للالتهاب ومضاد للأكسدة، وغيرها، ممّا يشير إلى أن له آليات مختلفة في العمل داخل الخلايا الحية.

### كمضاد لفيروس التهاب الكبد الوبائي سي
يمنع مُركب السيناروبيكرين الدخول الشامل الجينومي لفيروس التهاب الكبد سي إلى الخلايا، ويمنع من ثمّ انتقاله من خلية لخلية أخرى.

### كمضاد لفرط شحميات الدم
يظهر مُركب السيناروبيكرين أيضًا نشاطًا مضادًا لفرط شحميات الدم، حيث عُثر في مُركب السيناروبيكرين على المجموعات الوظيفيّة للأكسجين والميثيلين في حلقة GBL، والتي تُساعد على النشاط المضاد لفرط شحميات الدم. يلعب تثبيط إفراغ المعدة أيضًا دورًا ثانويًا في هذه الخاصية.

### كمضاد للأورام وتسمّم الخلايا
يمنع مُركب السيناروبيكرين تنشيط جزيئات الاندماج الرئيسية CD29 وCD98 المتسبّبة في حدوث الالتهاب، بيد أنّه لا يمنع تنشيط الجزيئات CD43. ويشير هذا إلى أنه قد يكون لمُركب السيناروبيكرين تأثيراً مناعيّاً معيّناً. تعتبر جزيئات الاندماج عواملاً أساسيّة في تنظيم حدوث الالتهابات والتورمات، كما ترتبط بتثبيط مركب كيناز المرتبط بالإشارة خارج الخلية ERK.
تظهر الأبحاث أن لمُركب السيناروبيكرين نشاطًا معزّزاً لموت الخلايا المبرمج في سلالات الخلايا السرطانية التالية: U937، وEol-1 وJurkat T، بينما تعمل مركبات الأكسجين التفاعلية، والروتليرين (مثبط بروتين كيناز سي) على تثبيط نشاطه السام للخلايا السرطانيّة. مما يشير إلى أن مركبات الأكسجين التفاعلية ومثبط بروتين كيناز سي مهمان لنشاط مُركب السيناروبيكرين المعزز لاستماتة سيناروبيكرين عن طريق الانقسام الحال للبروتين لمثبط بروتين الكيناز سي.
يلعب عامل النسخ ومحفز الإشارة ومنشط النسخ ستات3، والذي يكون نشطاً بصورة مستمرّة في الخلايا السرطانية، دورًا هامّاً في تثبيط موت الخلايا المبرمج، وتحفيز المقاومة الكيميائية.
ويؤدي شق الكربونيل غير المشبع ألفا وبيتا في مُركب السيناروبيكرين إلى انخفاض تركيز GSH داخل الخلايا من خلال تفاعل مايكل، ممّا يمنع حدوث الفسفرة في في عامل النسخ ستات 3، وتعمل إضافة شق الغلوتاثيونيل إلى ستات3 على إلغاء تنشيطه، وهذا يؤدي إلى زيادة في التعبير عن جينات موت الخلايا المبرمج.

### كمضاد التهاب
يمتلك مُركب السيناروبيكرين خواصاً مثبطة لعامل نخر الورم ألفا، وهو سيتوكين يتسبّب في حدوث التهاب الأنسجة. يمنع مُركب السيناروبيكرين إنتاج عامل نخر الورم ألفا من خلايا الفئران الضامة RAW264.7 التي تحفز عديدات السكاريد الدهنية، كما أنه يثبط إطلاق أكسيد النيتريك من خلايا RAW264.7 عديدات السكاريد الدهنية والإنتفيرون غاما، ويمنع تكاثر الخلايا الليمفاوية في الخلايا الطحالية. يُعتبر عامل نخر الورم ألفا، وأكسيد النيتريك، والخلايا الليمفاوية، كلها عوامل ضرورية لحدوث الالتهاب.

### كمضاد للشيخوخة ومضاد للأكسدة
يعمل مُركب السيناروبيكرين كمنشط قوي لمسار ArH-Nrf2-Nqo1 في الخلايا الكيراتينية البشرية، كما أنه يمنع إنتاج مركبات الأكسجين التفاعلية، والسيتوكينات المعزّزة للالتهابات في الخلايا الكيراتينية المشعة باستخدام الأشعة فوق البنفسجيّة، وهي العمليّات التي تلعب دوراً هاماً في الشيخوخة الضوئيّة، وتُعتبر عاملاً مسبّباً لسرطان الجلد.

### كمضاد للبكتيريا
يرتبط مُركب السيناروبيكرين بمجموعة الثيو من النوع Cys115 في الإنزيم البكتيري ميور أ عن طريق تفاعل إضافة مايكل، وتعمل سلسلة الإستر الجانبية غير المشبعة في السيناروبيكرين على محاكاة أساس فوسفوإينول حمض البيروفيك، ووقف تثبيط هذا الإنزيم الذي لا رجعة فيه للتخليق الحيوي السيتوبلازمي لجزيئات سلائف الببتيدوغليكان.

### كمضاد للطفيليات
أظهر مُركب السيناروبيكرين انخفاضًا في نسبة طفيليّات الدم عند تجربته على فئران المختبر، كما ظهر أن له نشاطاً مضاداً للبكتيريا، حيث أنه يخفض مستويات التريبانوثيون وغلوتاثيون البيروكسيداز داخل الخلايا، ويمنع أورنيثينات المثقبيات نازعة الكربوكسيل التي تحتوي على مجموعات الميثيلين ألفا وبيتا غير المشبعة، والتي تعمل كمتقبل مايكل، ممّا يؤدّئ إلى موت الخلايا المبرمج للطفيليات. عُثر أيضاً على الشق 2-هيدروكسي ميثيل 2-بروبينول في المركّب، والذي يلعب دوراً هاماً في سمّيته تجاه الطفيليات. وأدت إزالة هذه المجموعة إلى فقدان سمّية مُركب السيناروبيكرين تجاه المثقبيات البروسية تجاه وخسارته لنشاطه كمضاد للطفيليات.

## الاستقلاب
لا تزال طريقة استقلاب مُركّب الاستقلاب سيناروبيكرين والتحول الأحيائي له غير معروفة في الإنسان.

## الفاعلية

### كمضاد لفيروس التهاب الكبد الوبائي سي
يُعتبر تأثير مُركب السيناروبيكرين على جميع الأنماط الجينية المصابة قويّاً بشكل عام، ويبلغ متوسط نصف أقصى تركيز فعّال منه 0.8 ميكرومول.

### كمضاد للأورام وتسمّم للخلايا
يظهر مُركب السيناروبيكرين فاعلية متباينة مع أنواع الخلايا السرطانية المختلفة، ويتراوح التركيز الموافق للتثبيط النصفي منه ما بين 0.068 و8.7 ميكروغرام/مل، مع قيم وجود متطرفة تتراوح ما بين 30.22 و116.96 ميكروغرام/مل لتثبيط نمو خلايا AGS وخلايا Hepa1c1c7 على التوالي.
كما أظهر مُركب السيناروبيكرين قيماً متناقصة في نصف أقصى تركيز فعال منه كي يعطي التأثير السام للخلايا على بعض أنواع الخلايا السرطانية البشرية، فكانت نتائج اختباره على بعض أنواع الخلايا السرطانيّة تتراوح ما بين 0.29 و1.37 ميكروغرام/مل، بينما أعطت دراسة أخرى قيمًا تتراوح ما بين 1.41 و8.48 ميكروغرام/مل، وأعطت نفس الدراسة مجموعة قيماً للتركيز الفعال الأقصى النصفي من مركب الدوكسوروبيسين تراوحت ما بين 0.0038-0.089 ميكرومتر/ مل، ممّا يبين أن مُركّب السيناروبيكرين كان أقل فاعليّة.

### كمضاد للشيخوخة ومضاد للأكسدة
بلغ أقصى تركيز فعال نصفي من مُركب السيناروبيكرين في الخلايا الكيراتينية 0.89 ميكرومول، بينما بلغ التركيز الموافق للتثبيط النصفي له 47.6 ميكرومتر ممّا يجعله مضادًا قويًا للأكسدة، وبالتالي فهو مضاد قوي للشيخوخة.

### كمضاد للطفيليات
اخُتبرت أنواع مختلفة من مُركب السيناروبيكرين كمضادات للطفيليات، وخاصة في داء المثقبيات، فأعطت قيماً متباينة للتركيز الموافق للتثبيط النصفي، إلّا أنّها تتراوح ما بين 0.2 و4.4 ميكرومول. أدّى استعمال المركب مع الفئران في تقليل نسبة وجود الطفيل في الدم بنسبة 92٪.

## السمّية
فُحصت سمّية مركّب السيناروبيكرين في المختبر وفي الجسم الحي فوُجد انّ التعرّض لجرعات بلغت 25 مجم / كجم يوميّاً من مادّة السيناروبيكرين قد أدّى إلى زيادة معدل الوفيات في الفئران، وتسبّب في حدوث تأثيرات سامة مثل الرنح والارتعاد. يتأثر الكبد أيضًا عند الجرعات العالية التي تصل إلى 200 مجم/كجم من المادّة، كما لوحظ أنّ هناك زيادة في مستويات الجينات ناقلة أمين الألانين، مع وجود آثار لتسلل الخلايا وحيدة النواة، والنخر، وتجديد خلايا الكبد، ويصبح لدى الطحال بالإضافة إلى ذلك غدداً متزايداً من خلايا النواء الضخمة حيث يخضع لقدر متواضع من تنشيط اللب الأبيض. ماتت فئران المختبر عندما حُقنت بجرعة بلغت جرعة 400 مجم/ كجم من السيناروبيكرين. أثبتت الدراسات أيضاً أن مُركّب السيناروبيكرين له تأثيرات ترتبط بمقدار الجرعة على الخلايا العصبية والخلايا الدبقية المزروعة في دماغ أجنّة الفئران. لا تزال آليّة عمل المركب غير معروفة، ولكنها تؤدّي إلى موت الخلايا في أكثر من ثمانين بالمائة من الخلايا المستنبتة.
تبين أيضاً أن مُركّب السيناروبيكرين يثبط تقلص العضلات الملساء في مستحضرات الحلقات الأبهرية المعزولة من الأرانب. أما في الإنسان، فلم يثبت أن هناك آثاراً سامّة ناجمة عن التناول العادي لمادّة السيناروبيكرين، إلّا أنّه عند تناولها في صورة نقيّة، وبكميات كبيرة، فإنها تكون شديدة السمّية، كما يصاب الأشخاص الذين يلامسون المركب بسبب مهنتهم أحيانًا برد فعل تحسسي يتمثّل في التهاب الجلد التماسي، أو الأكزيما الموضعية.